# 龙津镇 (安义县)
龙津镇，是中华人民共和国江西省南昌市安义县下辖的一个乡镇级行政单位。

## 行政区划
龙津镇下辖以下地区：
东门社区、西门社区、京庄社区、文峰社区、和平社区、向阳社区、蔚蓝社区、新城社区、凤山村、阳湖村、城北村、湖上村、台山村、喻家村、前进村和码头村。